# کریستوبال گیل
کریستوبال گیل (انگلیسی: Cristóbal Gil؛ زادهٔ ۵ فوریهٔ ۱۹۹۲) بازیکن فوتبال اهل اسپانیا است.
از باشگاه‌هایی که در آن بازی کرده‌است می‌توان به باشگاه خیمناستیک تاراگونا و باشگاه فوتبال آلمریا اشاره کرد.